# Vision Eternel
Vision Eternel — канадско-американская эмбиент-рок-группа. Группа была сформирована гитаристом Александром Жюльеном в Эдисоне, штат Нью-Джерси, США, в январе 2007 года. В конце концов, в июле 2007 года группа переехала в Монреаль, Квебек, Канада. Инструментальное звучание музыкальной группы критики описывают по-разному: как смесь эмбиента, шугейза, построка, этериала, дроуна, спейс-рока, эмо, постблэка, постметала, дарк-эмбиента, дарквейва, экспериментального рока, минимализма, дрим-попа, прогрессивного рока, современной классики и нью-эйджа.
Группа выпустила свой дебютный мини-альбом Seul dans l'obsession в 2007 году, за которым последовал еще один мини-альбом Un automne en solitude в 2008 году, оба на американском лейбле Mortification Records. Хотя группа все еще базировалась в Нью-Джерси, в состав входил второй гитарист Филипп Альтобелли, который присоединился после выпуска дебютного мини-альбома, но ушел до записи второго мини-альбома. После того, как группа обосновалась в Квебеке, в ее состав вошли еще два гитариста, Нидаль Мурад и Адам Кеннеди, но они ушли до записи третьего мини-альбома группы. В 2009 году японский лейбл Frozen Veins Records выпустил сборник первых двух мини-альбомов An Anthology of Past Misfortunes.
После подписания контракта с канадским лейблом Abridged Pause Recordings Vision Eternel выпустили ещё три мини-альбома: Abondance de périls в 2010 году, The Last Great Torch Song в 2012 году и Echoes from Forgotten Hearts (первоначально написанный как музыка к короткометражному фильму) в 2015 году. В 2018 году Abridged Pause Recordings выпустили бокс-сет An Anthology of Past Misfortunes, включающий в себя ремастированные версии всех записей группы за 2007–2015 годы, а также бонусную компиляцию ранее не издававшихся демо-записей и би-сайдов. Шестой мини-альбом группы, For Farewell of Nostalgia, был совместно выпущен американским лейблом Somewherecold Records, голландским лейблом Geertruida и Abridged Pause Recordings в 2020 году. В 2024 году Geertruida выпустила делюкс-издание Echoes from Forgotten Hearts, содержащее ранее не издававшуюся версию саундтрека записи, бонусную подборку демо-записей и альтернативных дублей и миксов, а также научно-популярный роман, подробно описывающий создание релиза.

## Дискография
Смотри статью «Дискография Vision Eternel» в англ. разделе.
Мини-альбомы
- Seul dans l'obsession (Mortification Records, 2007)
- Un automne en solitude (Mortification Records, 2008)
- Abondance de périls (Abridged Pause Recordings, 2010)
- The Last Great Torch Song (Abridged Pause Recordings, 2012)
- Echoes from Forgotten Hearts (Abridged Pause Recordings, 2015 / Geertruida, 2024)
- For Farewell of Nostalgia (Somewherecold Records / Geertruida / Abridged Pause Recordings, 2020)